# سفارة السويد في أنغولا
سفارة السويد في أنغولا هي أرفع تمثيل دبلوماسي لدولة السويد لدى أنغولا. تقع السفارة في لواندا وهي تهدف لتعزيز المصالح السويدية في أنغولا.

## وصلات خارجية
- قائمة سفارات السويد
- قائمة السفارات في أنغولا